# Hlinka Gretzky Cup 2018
Hlinka Gretzky Cup 2018 byl mezinárodní turnaj hráčů do 18 let v ledním hokeji, který se konal v Kanadě v Edmontonu a Red Deeru od 6. do 11. srpna 2018.

## Stadiony
| Edmonton     | Red Deer     |
| Rogers Place | Servus Arena |

## Základní skupiny
| Legenda                        |
| ------------------------------ |
| Týmy postupující do semifinále |
| Zápas o 5. místo               |
| Zápas o 7. místo               |

### Skupina A – Edmonton

#### Tabulka
| Tým          | Z | V | VP | PP | P | GV | GI | B |
| ------------ | - | - | -- | -- | - | -- | -- | - |
| 1. Kanada    | 3 | 3 | 0  | 0  | 0 | 18 | 5  | 9 |
| 2. Švédsko   | 3 | 2 | 0  | 0  | 1 | 12 | 6  | 6 |
| 3. Slovensko | 3 | 1 | 0  | 0  | 2 | 9  | 11 | 3 |
| 4. Švýcarsko | 3 | 0 | 0  | 0  | 3 | 3  | 20 | 0 |

#### Zápasy
Všechny časy jsou místní (UTC-6).
| 6. srpna 2018 15:00 | Slovensko | 2:4 (1:1, 1:1, 0:2) | Švédsko | Rogers Place, Edmonton Návštěvnost: 713 |  |

| 6. srpna 2018 19:00 | Švýcarsko | 0:10 (0:3, 0:5, 0:2) | Kanada | Rogers Place, Edmonton Návštěvnost: 5 922 |  |

| 7. srpna 2018 15:00 | Švýcarsko | 0:5 (0:1, 0:0, 0:4) | Švédsko | Rogers Place, Edmonton Návštěvnost: 428 |  |

| 7. srpna 2018 19:00 | Slovensko | 2:4 (0:0, 0:2, 2:2) | Kanada | Rogers Place, Edmonton Návštěvnost: 2 142 |  |

| 8. srpna 2018 15:00 | Švýcarsko | 3:5 (0:1, 1:1, 2:3) | Slovensko | Rogers Place, Edmonton |  |

| 8. srpna 2018 19:00 | Švédsko | 3:4 (1:1, 0:1, 2:2) | Kanada | Rogers Place, Edmonton |  |

### Skupina B – Red Deer

#### Tabulka
| Tým       | Z | V | VP | PP | P | GV | GI | B |
| --------- | - | - | -- | -- | - | -- | -- | - |
| 1. Rusko  | 3 | 3 | 0  | 0  | 0 | 18 | 5  | 9 |
| 2. USA    | 3 | 2 | 0  | 0  | 1 | 15 | 10 | 6 |
| 3. Česko  | 3 | 0 | 1  | 0  | 2 | 4  | 12 | 2 |
| 4. Finsko | 3 | 0 | 0  | 1  | 2 | 7  | 17 | 1 |

#### Zápasy
Všechny časy jsou místní (UTC-6).
| 6. srpna 2018 15:00 | Rusko | 7:2 (1:1, 4:0, 2:1) | Finsko | Servus Arena, Red Deer Návštěvnost: 732 |  |

| 6. srpna 2018 19:00 | Česko | 0:6 (0:1, 0:3, 0:2) | USA | Servus Arena, Red Deer Návštěvnost: 819 |  |

| 7. srpna 2018 15:00 | Česko | 0:3 (0:2, 0:0, 0:1) | Rusko | Servus Arena, Red Deer Návštěvnost: 734 |  |

| 7. srpna 2018 19:00 | Finsko | 2:6 (1:2, 1:1, 0:3) | USA | Servus Arena, Red Deer Návštěvnost: 853 |  |

| 8. srpna 2018 15:00 | Česko | 4:3 po prodl. (1:1, 1:0, 1:2 - 1:0) | Finsko | Servus Arena, Red Deer |  |

| 8. srpna 2018 19:00 | USA | 3:8 (0:3, 3:1, 0:4) | Rusko | Servus Arena, Red Deer |  |

## Play off

### Zápasy
Všechny časy jsou místní (UTC-6).

#### Semifinále
| 10. srpna 2018 15:00 | Rusko | 1:2 (0:0, 0:0, 1:2) | Švédsko | Rogers Place, Edmonton Návštěvnost: 1 539 |  |

| 10. srpna 2018 19:00 | USA | 5:6 po prodl. (3:2, 0:1, 2:2 - 0:1) | Kanada | Rogers Place, Edmonton Návštěvnost: 4 656 |  |

#### O 3. místo
| 11. srpna 2018 15:00 | Rusko | 5:4 (0:0, 2:0, 3:4) | USA | Rogers Place, Edmonton |  |

#### Finále
| 11. srpna 2019 19:00 | Švédsko | 2:6 (2:3, 0:1, 0:2) | Kanada | Rogers Place, Edmonton |  |

## O umístění

### Zápasy
Všechny časy jsou místní (UTC-6).

#### O 5. místo
| 10. srpna 2018 16:00 | Slovensko | 3:8 (1:1, 1:3, 1:4) | Česko |  |  |

#### O 7. místo
| 10. srpna 2018 12:00 | Švýcarsko | 2:8 (1:5, 1:3, 0:0) | Finsko |  |  |

## Konečné pořadí
| Pořadí           | Tým       |
| ---------------- | --------- |
| Zlatá medaile    | Kanada    |
| Stříbrná medaile | Švédsko   |
| Bronzová medaile | Rusko     |
| 4.               | USA       |
| 5.               | Česko     |
| 6.               | Slovensko |
| 7.               | Finsko    |
| 8.               | Švýcarsko |